# Тулебердиев, Чолпонбай

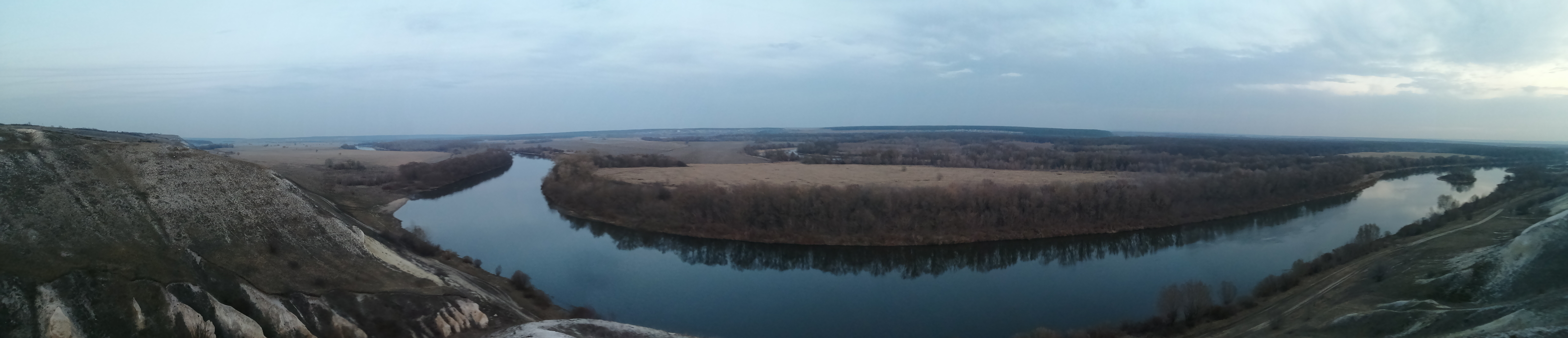
Панорама Дона на месте подвига Чолпонбая

Чолпонба́й Тулеберди́ев (13 апреля 1922 года, Чолпонбай, Аулиеатинский уезд, Сырдарьинская область — 6 августа 1942, Селявное, Лискинский район, Воронежская область) — красноармеец, Герой Советского Союза. 6 августа 1942 года закрыл своим телом амбразуру вражеского дзота, обеспечив захват стратегического плацдарма для выполнения наступательной операции 6-й армии Воронежского фронта.

## Биография
Родился в 1922 году в селе Чимкент (нынешнее село Чолпонбай Айтматовский район Таласской области Кыргызстана).
15 июня 1941 года окончил школу и получил свидетельство об окончании семилетки, где стоит оценка «посредственно» только по русскому языку. Работал в колхозе им. Тельмана. 19 января 1942 года был призван Сарыкубинским с/с в ряды Красной Армии в период Великой Отечественной войны. В 1942 году Чолпонбая позвали на комсомольское собрание, где его приняли в ряды Ленинского комсомола.
Став стрелком 636-го стрелкового полка 160-й стрелковой дивизии 6-й армии Воронежского фронта, Тулебердиев отличился шестого августа 1942 года в бою в районе села Селявное-Второе Лискинского района Воронежской области. Накануне 636-му стрелковому полку была поставлена задача уничтожить огневые точки противника на господствующих высотах близ Селявного-Второго и занять там плацдарм. Операция по подавлению дзотов была поручена добровольцам из девятой роты, в которой служил Чолпонбай.
В ночь на 6 августа команда добровольцев из 11-ти бойцов, под сильным пулемётным и миномётным огнём, на лодке переправилась через реку Дон и взобралась по крутому обрыву на меловую гору. Но, находясь на открытой местности, подойти ближе 30 метров к огневой точке противника не смогла. Уничтожить её вызвался Чолпонбай. Ему удалось подползти к дзоту на расстояние 4—5 метров. Будучи раненным в правое плечо и израсходовав весь запас гранат, красноармеец Тулебердиев бросился на амбразуру и закрыл её своим телом, заставив замолчать вражеский пулемёт на несколько секунд. Этого небольшого времени хватило товарищам бойца для уничтожения пулемётного расчёта и последующего захвата стратегического плацдарма.
Был похоронен с воинскими почестями на месте подвига на вершине Лысой горы у села Селявное-Второе Лискинского района Воронежской области. Представление к званию Героя Советского Союза, заверенное командиром батальона старшим лейтенантом Даниеляном и политруком Коблевым, было написано в августе 1942 года. В том же году батальонный комиссар В. Мурадян описал подвиг Чолпонбая в газете «Боевая тревога».

## Награды
Звание Герой Советского Союза (с 1943 года) — «за образцовое выполнение боевых заданий Командования на фронте борьбы с немецкими захватчиками и проявленные при этом отвагу и геройство», вместе с присвоением медали «Золотая Звезда» и ордена Ленина.

## Образ в литературе
- В 1958 году вышла повесть «Чолпонбай» Фёдора Самохина[5];
- В 1962 году вышла повесть «Герои не умирают» Виктора Мурадяна[6];
- В 1972 году вышла повесть «Не первая атака» Семёна Борзунова[7].

## Память
- Приказом министра обороны СССР Чолпонбай Тулебердиев навечно зачислен в списки одной из воинских частей. Ранее решением Военного Совета Воронежского фронта он зачислен почётным красноармейцем 9-й роты 636-го (273-го гвардейского) стрелкового полка.
- В память о земляке на родине героя создан музей. 7 мая 2007 года, на Аллее Героев города Лиски Воронежской области, открыт бюст героя.
- Памятники Герою установлены в:
  - городе Бишкек;
  - селе Селявное Воронежской области;
  - селе Кировское Воронежской области.
- Именем героя названы:
  - родное село (село Чимкент переименовано в Чолпонбай);
  - улица в Бишкеке;
  - парк в северной части города Бишкек[8];
  - школа в селе Селявное Воронежской области;
  - школа в селе Давыдовка Воронежской области;
  - школа № 2 в городе Нововоронеж Воронежской области;
  - улица в городе Лиски Воронежской области;
  - школа 2 в г. Кара-Куль Жалал-Абадской области Кыргызской Республики.

Памятник Герою на вершине Лысой горы у села Селявное-Второе Лискинского района Воронежской области.
Могила Героя на вершине Лысой горы у села Селявное-Второе Лискинского района Воронежской области.
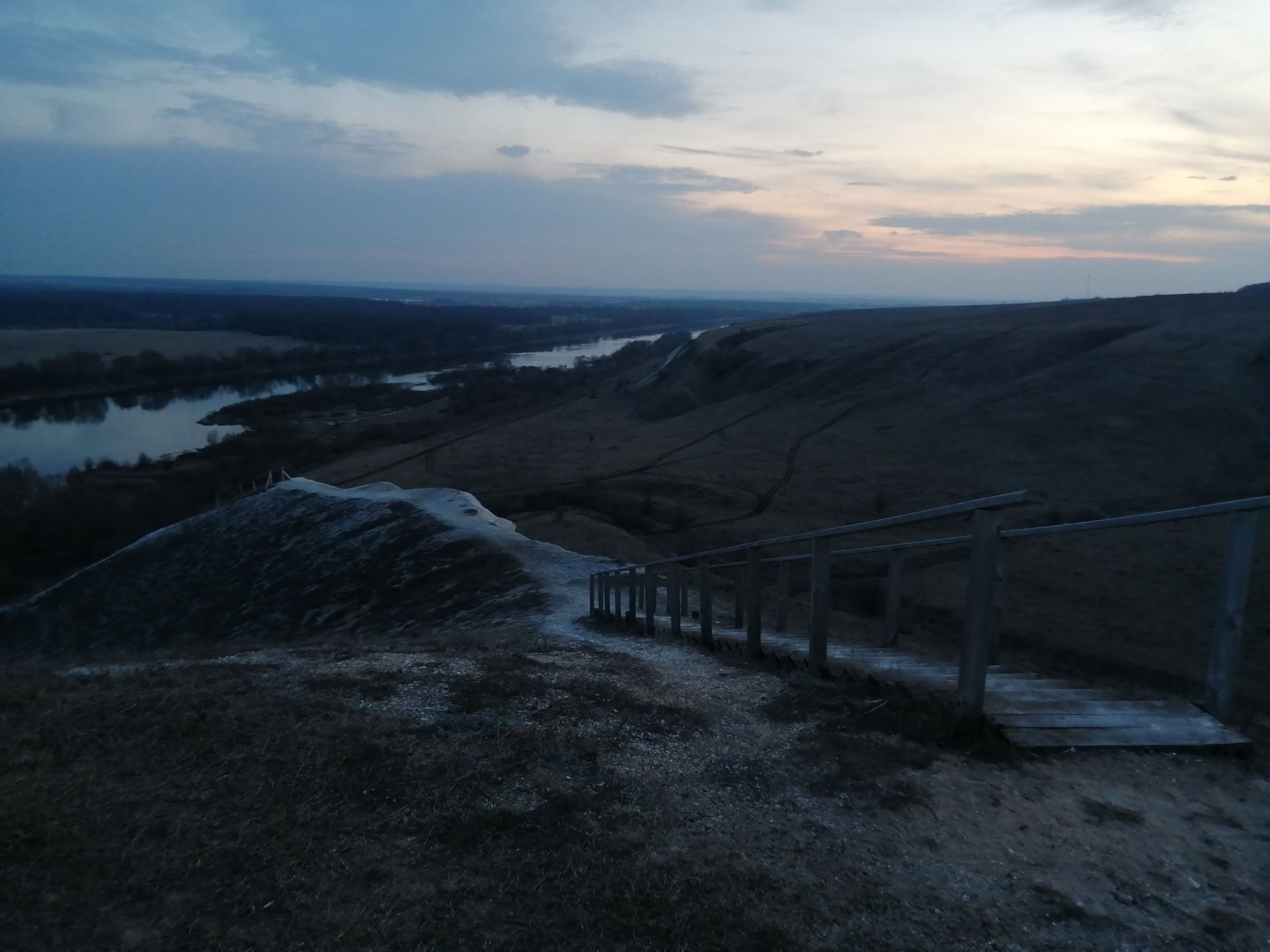
Лестница к могиле Чолпонбая на вершине Лысой горы.
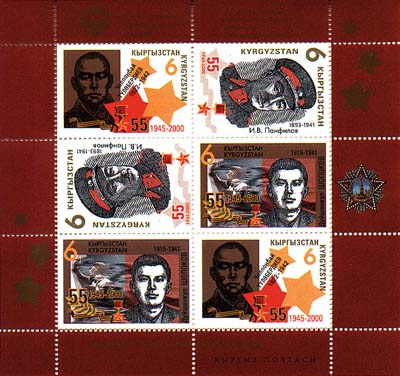
Иван Панфилов, Чолпонбай Тулебердиев, Дуйшенкул Шопоков.